# Дуплій Сергій Прокопович
Сергій Прокопович Дуплій (нар. 23 вересня (6 жовтня) 1904, Сидорівка — 9 червня 1984) — радянський військовий льотчик, Герой Радянського Союзу (1944), в роки німецько-радянської війни флаг-штурман 5-го гвардійського мінно-торпедного авіаційного полку 1-й мінно-торпедної авіаційної дивізії військово-повітряних сил (ВПС) Чорноморського флоту.

## Біографія
Народився 23 вересня (6 жовтня) 1904 року в селі Сидорівці (нині Корсунь-Шевченківського району Черкаської області) в селянській родині. Українець. Закінчив технікум, працював у радгоспі.
У Червоній Армії з 1926 року. Член ВКП (б) з 1928 року. У 1932 році закінчив Закавказьку піхотну школу, в 1934 році — школу льотчиків-спостерігачів, а в 1938 році — курси штурманів у місті Єйську Краснодарського краю. Учасник радянсько-німецької війни з червня 1941 року. Воював флаг-штурманом 5-го гвардійського мінно-торпедного авіаційного полку (1-а мінно-торпедна авіаційна дивізія, ВПС Чорноморського флоту). До травня 1944 року гвардії майор Сергій Дуплій зробив на літаку «Іл-4ф» 189 успішних бойових вильотів, знищивши сім транспортів, два сторожових і шість торпедних катерів, танк, два тральщика і кілька барж з живою силою і технікою, а також півтора десятка літаків на ворожих аеродромах. Брав участь в 54 постановках мінних полів.
Указом Президії Верховної Ради СРСР від 5 листопада 1944 року за зразкове виконання бойових завдань командування на фронті боротьби з німецько-фашистськими загарбниками і проявлені при цьому мужність і героїзм гвардії майору Дуплію Сергію Прокоповичу присвоєно звання Героя Радянського Союзу з врученням ордена Леніна і медалі «Золота Зірка» (№ 3814).
Після війни продовжив службу у ВПС СРСР. З 1953 року полковник Дуплій С. П. в запасі.
Жив у Москві. Помер 9 червня 1984 року. Похований в Москві на Донському кладовищі (ділянка 15).

## Нагороди, пам'ять
Нагороджений двома орденами Леніна, чотирма орденами Червоного Прапора, орденами Нахімова 2-го ступеня, Червоної Зірки, медалями.
Іменем Героя була названа піонерська дружина школи в його рідному селі.